# Клеренс (Ајова)
Клеренс (енгл. Clarence) град је у америчкој савезној држави Ајова. По попису становништва из 2010. у њему је живело 974 становника.

## Демографија
Према попису становништва из 2010. у граду је живело 974 становника, што је -34 (-3.4%) становника више него 2000. године.
| Група             | 2000.         | 2010.       |
| Белци             | 1.000 (99,2%) | 947 (97,2%) |
| Афроамериканци    | 0 (0,0%)      | 2 (0,2%)    |
| Азијати           | 2 (0,2%)      | 0 (0,0%)    |
| Хиспаноамериканци | 1 (0,1%)      | 14 (1,4%)   |
| Укупно            | 1.008         | 974         |